# Björgvin Páll Gústavsson
Björgvin Páll Gústavsson, islandski rokometaš, * 24. maj 1985, Hvammstangi.
Leta 2008 je na poletnih olimpijskih igrah v Pekingu v sestavi islandske reprezentance osvojil bronasto medaljo.